# Bitterballen

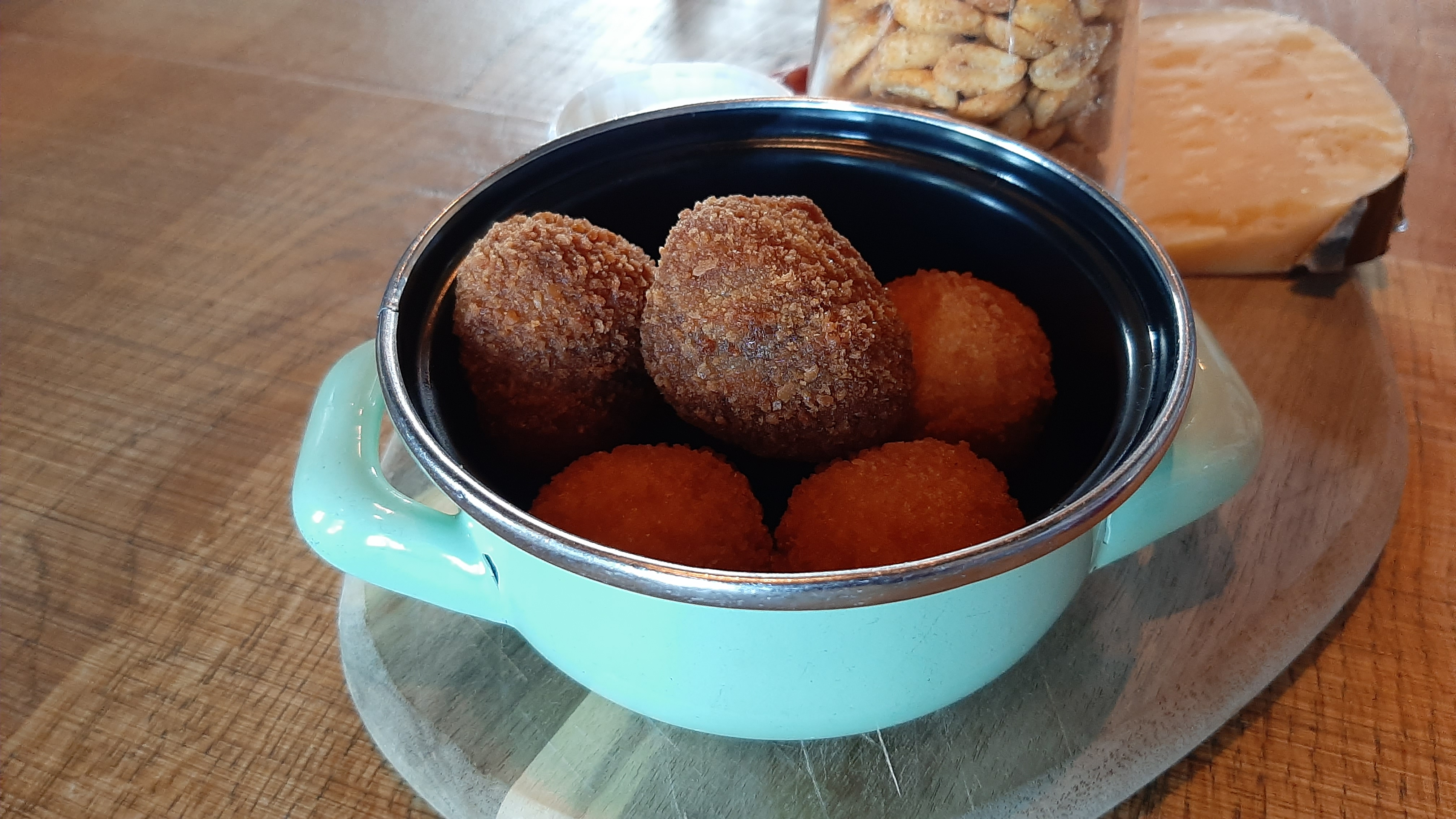
Verschiedene Arten von bitterballen, serviert in einem Lokal in Gelderland

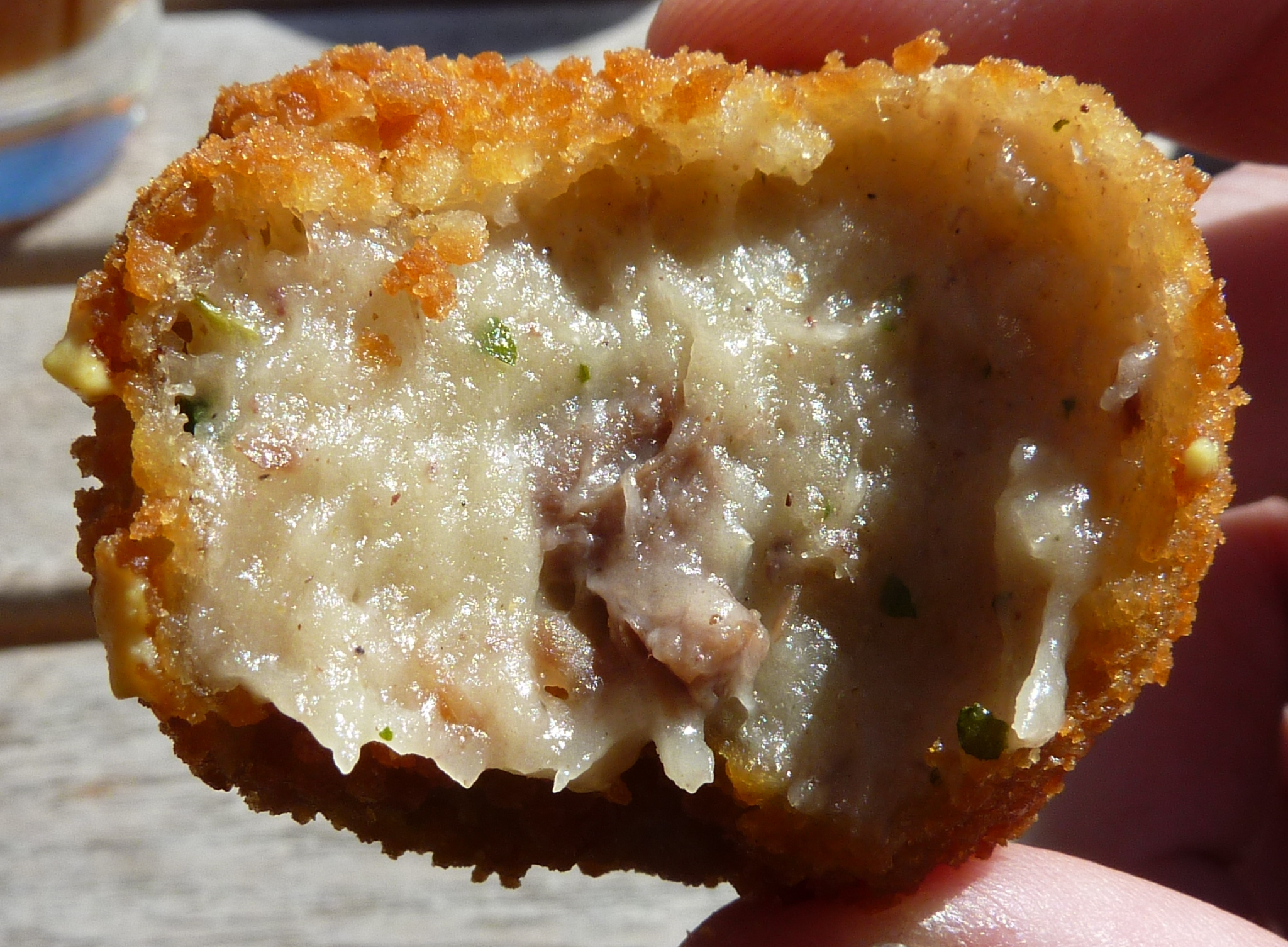
Füllung eines Bitterbals

Bitterballen (Plural; Singular: bitterbal) sind eine in den Niederlanden, Flandern, Suriname und Indonesien beliebte Spezialität.
Es handelt sich um panierte, traditionell mit einem Ragout aus Rind- oder Kalbfleischmasse gefüllte und frittierte Fleischkroketten, die einen Durchmesser von rund drei Zentimetern aufweisen. Gelegentlich wird für die Füllung auch eine Masse aus Hähnchenfleisch oder Pilzen verwendet. Als Paniermasse dient meist grobes Paniermehl. Beim Verzehr sollten sie außen knusprig und innen heiß sein. Dazu wird meistens Senf gereicht.
Zu ihrem Namen kamen die Fleischbällchen, weil sie ursprünglich zu einem Magenbitter, niederländisch bittertje, gegessen wurden.
In der ersten Hälfte des 20. Jahrhunderts galten Bitterballen als typische Hausmannskost, heute werden sie jedoch meist als kleiner Snack zum alkoholischen Getränk außer Haus gereicht. Populär ist hierbei in Gaststätten und Bierlokalen die Bestellung Bittergarnituur, die neben Bitterballen andere kleine frittierte Snacks und Käsewürfel umfasst.